# Reinhold Kontzi
Reinhold Kontzi (* 22. Dezember 1924 in Rot am See; † 12. Dezember 2001 in Stuttgart) war ein deutscher Romanist, Hispanist, Italianist, Arabist und Maltesist.

## Leben und Werk
Kontzi promovierte 1956 an der Eberhard Karls Universität Tübingen mit der Arbeit Der Ausdruck der Passividee im älteren Italienischen (Tübingen 1958, Beihefte zur Zeitschrift für romanische Philologie 99) und wurde Professor an der Universität Tübingen. Die Schwerpunkte seiner Forschung waren Malta, der romanisch-arabische Sprachkontakt sowie der Aljamiado (die arabisch verfasste spanische Literatur der Morisken).
Seit 1945 war er Mitglied der Studentenverbindung Normannia Tübingen.

## Weitere Werke
- (Hrsg.) Aljamiadotexte, 2 Bde., Wiesbaden 1974
- (Hrsg.) Zur Entstehung der romanischen Sprachen, Darmstadt 1978 (= Wege der Forschung 162)
- (Hrsg.) Substrate und Superstrate in den romanischen Sprachen, Darmstadt 1982 (Wege der Forschung 475)
- (Hrsg.) Wort und Schrift. Des Kanonikus Fortunato Panzavecchia Bibelübersetzung ins Maltesische, nach den Handschriften des Kathedralarchivs in Mdina, Tübingen 1999
- Sprachkontakt im Mittelmeer. Gesammelte Aufsätze zum Maltesischen, Tübingen 2005 (postum erschienen, aber von Kontzi selbst ausgewählt und eingeleitet)